# Classificazione motori per razzimodellismo
I motori per razzimodellismo sono classificati con il valore dell'impulso totale designato con una lettera, da A (il più piccolo, ½A, ¼A, ⅛A) fino a O, il più grande. La classe A va da 1.26 Ns a 2.5 N·s, ogni classe successiva ha un valore doppio della precedente, per esempio classe B tra 2.51 a 5.00 N·s. Motori oltre la O sono al di fuori del campo amatoriale, e sono utilizzati da organizzazioni commerciali o governative.
Esempio, la lettera M rappresenta un impulso totale compreso tra 5,120.01 e 10,240.00 N·s.

## Impulsi secondo la classe
| Classe | Impulsi totali (SI)                | Impulsi totali (Sistema imperiale britannico) | Veicoli aerospaziali o Razzi | Regolamenti US |
| ------ | ---------------------------------- | --------------------------------------------- | ---------------------------- | -------------- |
| A      | 1.26–2.5 N·s                       | 0.28–0.56 lbf·s                               |                              |                |
| B      | 2.51–5.0 N·s                       | 0.56–1.12 lbf·s                               |                              |                |
| C      | 5.01–10.0 N·s                      | 1.13–2.25 lbf·s                               |                              |                |
| D      | 10.01–20.0 N·s                     | 2.25–4.50 lbf·s                               |                              |                |
| E      | 20.01–40.0 N·s                     | 4.50–8.99 lbf·s                               |                              |                |
| F      | 40.01–80.0 N·s                     | 8.99–17.98 lbf·s                              |                              |                |
| G      | 80.01–160.0 N·s                    | 17.99–35.97 lbf·s                             |                              |                |
| H      | 160.01–320 N·s                     | 35.97–71.94 lbf·s                             |                              |                |
| I      | 320.01–640 N·s                     | 71.94–143.88 lbf·s                            |                              |                |
| J      | 640.01–1,280 N·s                   | 143.88–287.76 lbf·s                           |                              |                |
| K      | 1,280.01–2,560 N·s                 | 287.76–575.51 lbf·s                           |                              |                |
| L      | 2,560.01–5,120 N·s                 | 575.51–1,151.02 lbf·s                         |                              |                |
| M      | 5,120.01–10,240 N·s                | 1,151.02–2,302.04 lbf·s                       |                              |                |
| N      | 10,240.01–20,480 N·s               | 2,302.05–4,604.09 lbf·s                       |                              |                |
| O      | 20,480.01–40,960 N·s               | 4,604.09–9,208.17 lbf·s                       |                              |                |
| P      | 40,960.01–81,920 N·s               | 9,208.18–18,416.35 lbf·s                      |                              |                |
| Q      | 81,920.01–163,840 N·s              | 18,416.35–36,832.70 lbf·s                     |                              |                |
| R      | 163,840.01–327,680 N·s             | 36,832.70–73,665.39 lbf·s                     |                              |                |
| S      | 327,680.01–655,360 N·s             | 73,665.40–147,330.79 lbf·s                    |                              |                |
| T      | 655,360.01–1,310,720 N·s           | 147,330.79–294,661.58 lbf·s                   |                              |                |
| U      | 1,310,720.01–2,621,440 N·s         | 294,661.58–589,323.16 lbf·s                   | Apollo launch escape rocket  |                |
| V      | 2,621,440.01–5,242,880 N·s         | 589,323.16–1,178,646.31 lbf·s                 |                              |                |
| W      | 5,242,880.01–10,485,760 N·s        | 1,178,646.31–2,357,292.62 lbf·s               |                              |                |
| X      | 10,485,760.01–20,971,520 N·s       | 2,357,292.63–4,714,585.25 lbf·s               |                              |                |
| Y      | 20,971,520.01–41,943,040 N·s       | 4,714,585.25–9,429,170.49 lbf·s               | Delta II                     |                |
| Z      | 41,943,040.01–83,886,080 N·s       | 9,429,170.50–18,858,340.99 lbf·s              |                              |                |
| 2Z     | 83,886,080.01–167,772,160 N·s      | 18,858,340.99–37,716,681.97 lbf·s             |                              |                |
| 3Z     | 167,772,160.01–335,544,320 N·s     | 37,716,681.97–75,433,363.94 lbf·s             |                              |                |
| 4Z     | 335,544,320.01–671,088,640 N·s     | 75,433,363.94–150,866,727.88 lbf·s            |                              |                |
| 5Z     | 671,088,640.01–1,342,177,280 N·s   | 150,866,727.89–301,733,455.77 lbf·s           | Space Shuttle SRB            |                |
| 6Z     | 1,342,177,280.01–2,684,354,560 N·s | 301,733,455.77–603,466,911.54 lbf·s           |                              |                |